# シンガポール川
シンガポール川（Singapore River）は、シンガポールを流れる代表的な川である。この川は同国の南東側を非常に緩やかな流れで都心を貫き、陳氏宗祠（Tan Si Chong Su Temple）、国会議事堂、マーライオン公園（Merlion Park）などをクルージングにて見ることができる。
下流側沿いのボート・キー及びクラーク・キーはレストランなどが集中する繁華街として知られ、夜や週末には、観光客やビジネスマン及び若者で賑わう。またナイトクルーズは川沿いにコースが組まれており、マリーナ・ベイ・サンズ付近の夜景が楽しめる観光船として知られる。

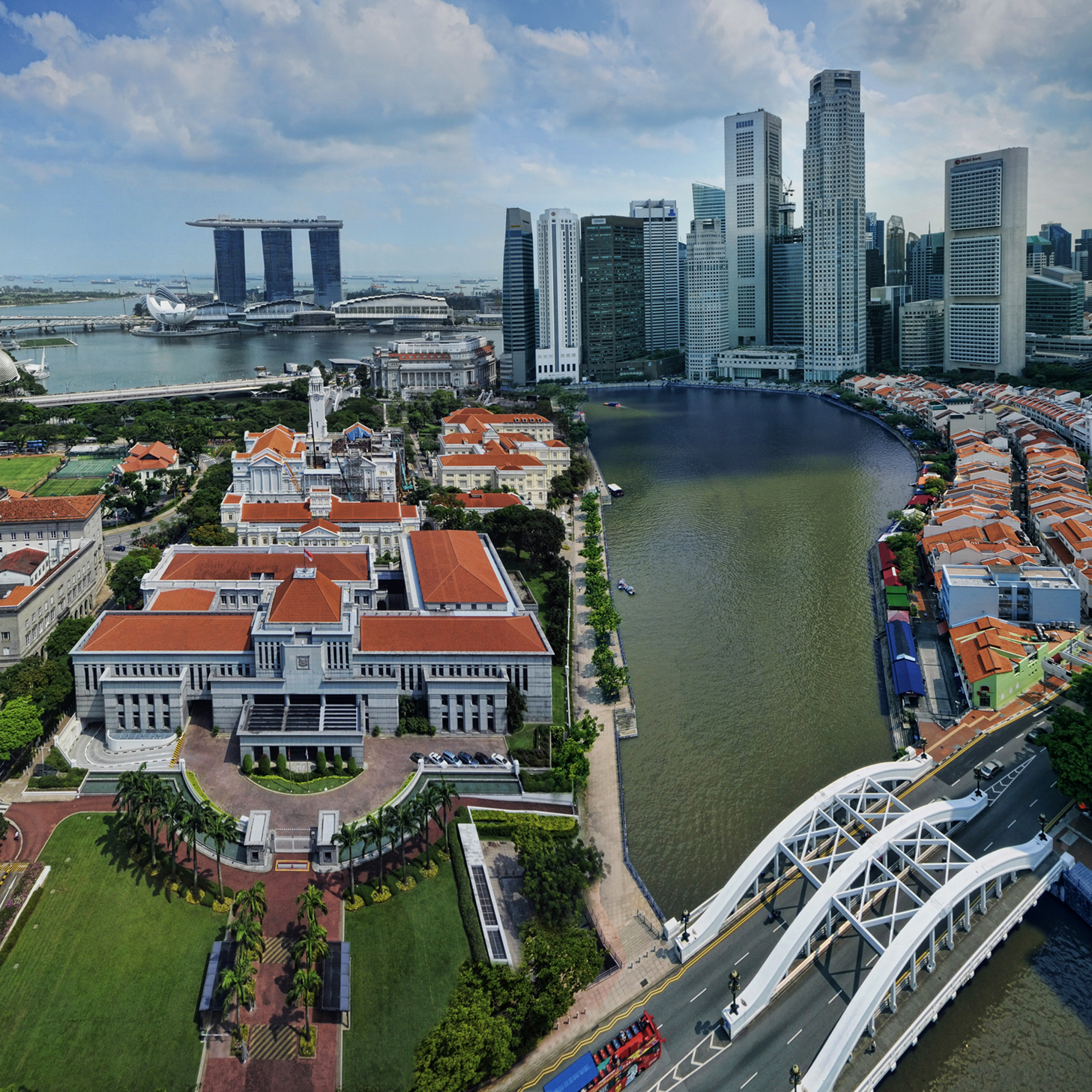
シンガポール川東側

## 歴史

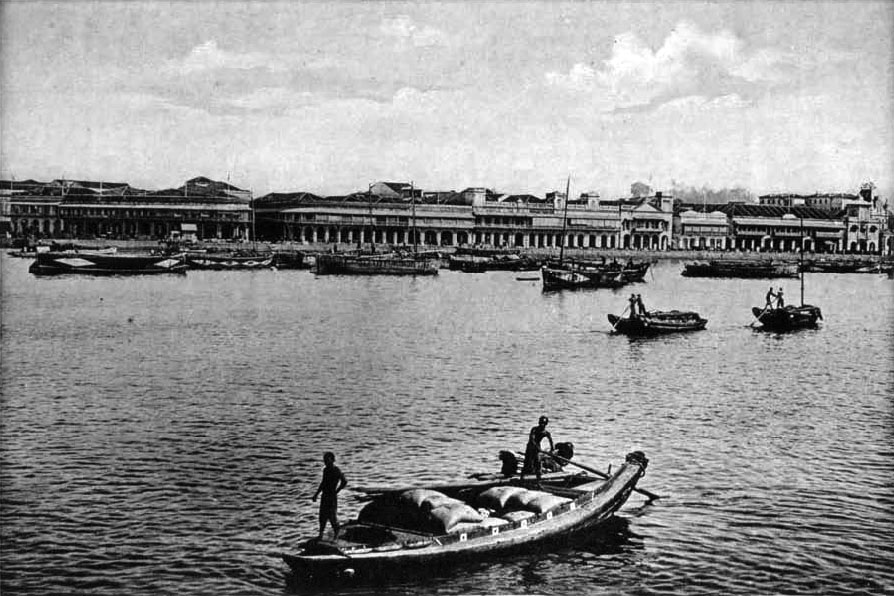
1900年代のコリアー・キー(現在のマーライオン付近)

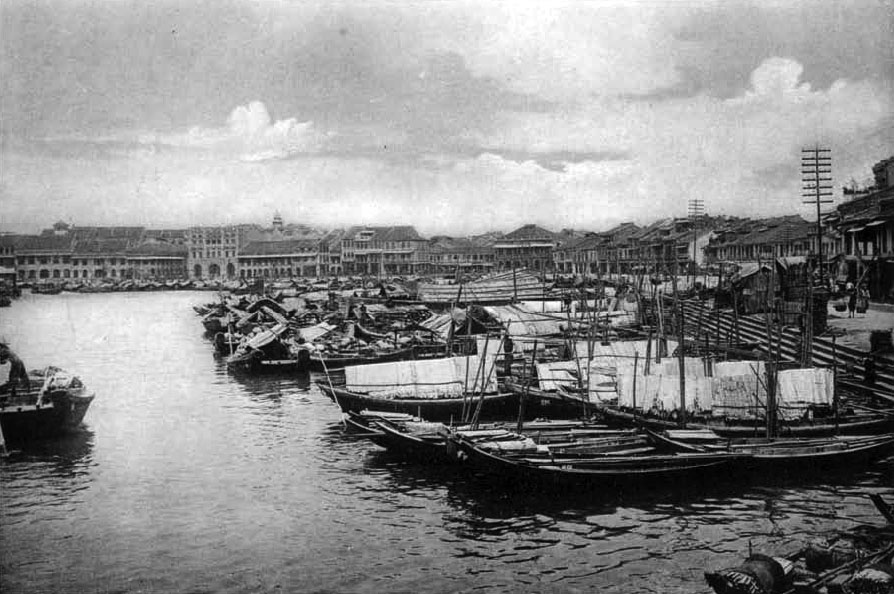
1900年代のボート・キー

シンガポール川は元々海運の交易の中心地として栄え、周辺各国の船舶が数多く乗り込んだ。
シンガポールの貿易が盛んになるにつれて、下流のボート・キーから上流のクラーク・キー、さらにロバートソン・キーの開発へと進む。現在は観光地化され、東側のマリーナエリアではマリーナバラッジというダムに通じている。

### ロバートソン・キー
元々は沼地だった地域を19世紀中頃に埋立地とし、1880年以降、東洋と西洋の建築様式を取り入れたさまざまな倉庫やショップハウスが建てられた。
地名は、当時の地区議会議員だったJ・マレイ・ロバートソン（J. Murray Robertson）氏にちなんでいる。現在は川沿いに高級コンドミニアムやレストラン、ホテルなどが軒を連ねている。レストランはチリクラブで有名なレッド・ハウスやイタリアン、日本食、オーストラリア料理、バー、カフェなど多岐にわたる。

### クラーク・キー
名前は1873年から1875年にシンガポール総督を務めたアンドリュー・クラーク卿にちなむ。1860年代にはすでに東側のボート・キーが手狭になったため、当時の華僑商人やヨーロッパの会社はさらに上流のクラーク・キーに倉庫や工場を建設する必要に迫られた。19世紀中頃以前には英国植民地政府の火薬や石炭の倉庫などがあり、井戸が近くにあったことから船舶への水の供給地でもあった。
2000年初期頃からレストランやパブ、ショッピングセンターが軒を連ねる歓楽街へと変貌した。逆バンジージャンプなど遊園設備やストリップクラブなど多様な商業施設が並び、10月末にはハロウィンの仮装などのイベントも行われる。中央に歩行地兼用の噴水、南東側にクラークキー駅を擁する。

### ボート・キー
沼地を1822年に埋め立て、シンガポール川沿いのエリアで最初に開発されたボート・キー。かつては、パブリック・キー（Public Quay）と呼ばれ、貿易・商業の拠点として栄えた。今も荷下しに使われた船着場からの階段が川沿いに残っている。ちょうどシンガポール川が湾曲する場所に位置することから華人の間では「鯉の腹（The belly of the carp）」、すなわち幸運が宿るところとされた。
1989年にボート・キーエリアは環境保護地区に指定され、東洋と西洋の文化が混合したユニークな建築様式のショップハウスは保全されることになった。これらの建物はパブやレストランとなり観光地化された今も当時の面影を伝えている。ボート・キーの東側はフラトン・ホテルに、南側は高層ビルが集中するラッフルズ・プレイス駅界隈に面している。

## ギャラリー

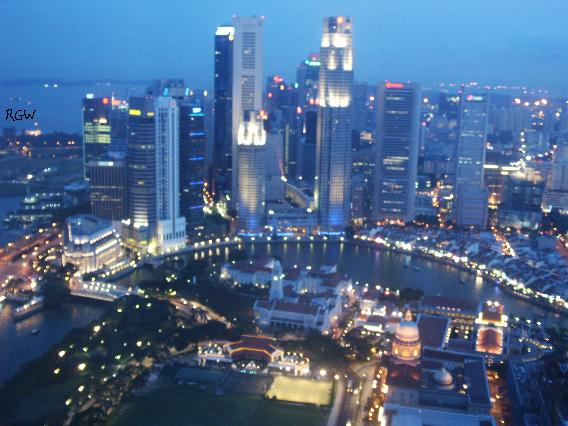
シティ東側夜景
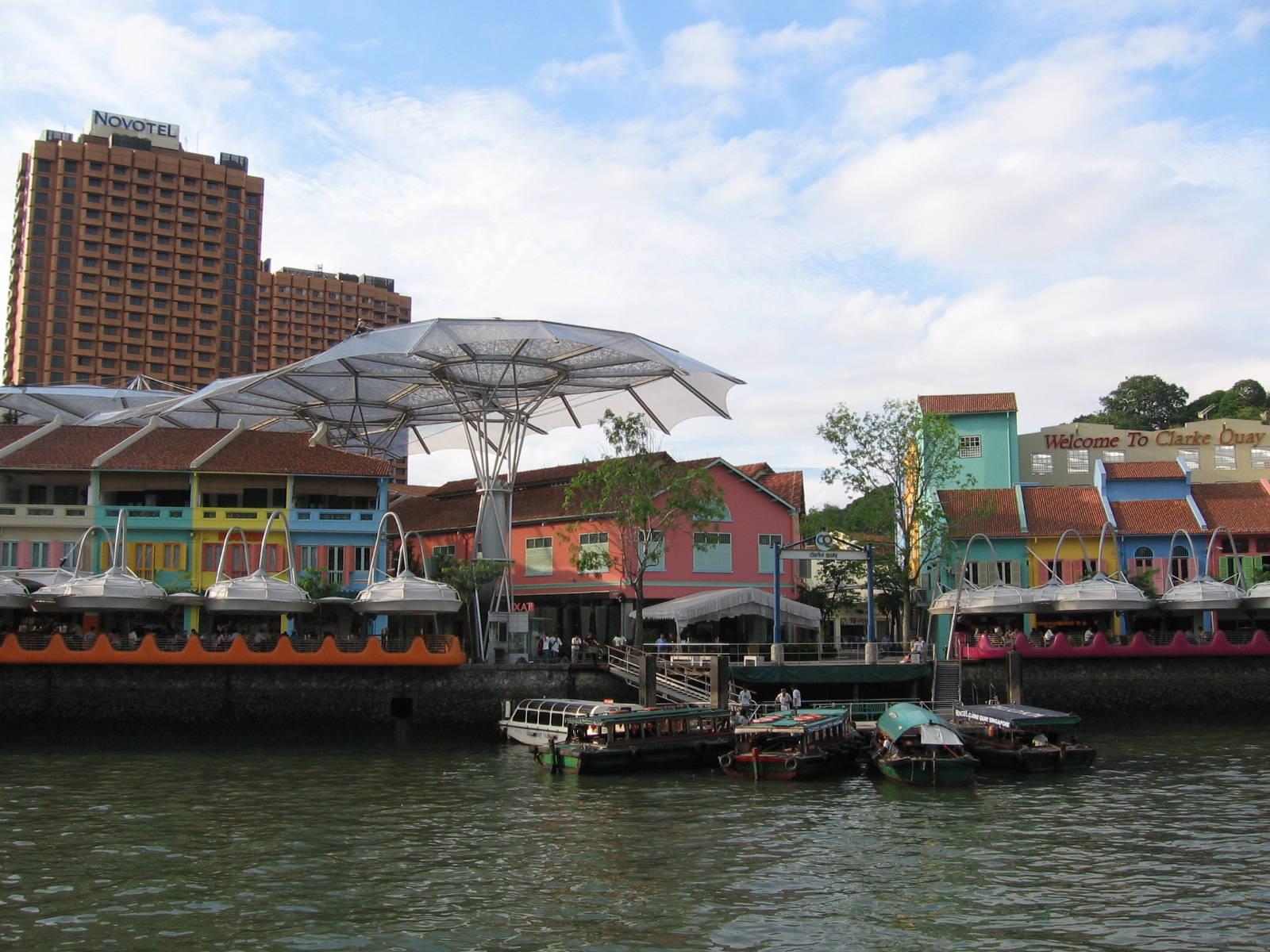
クラーク・キー
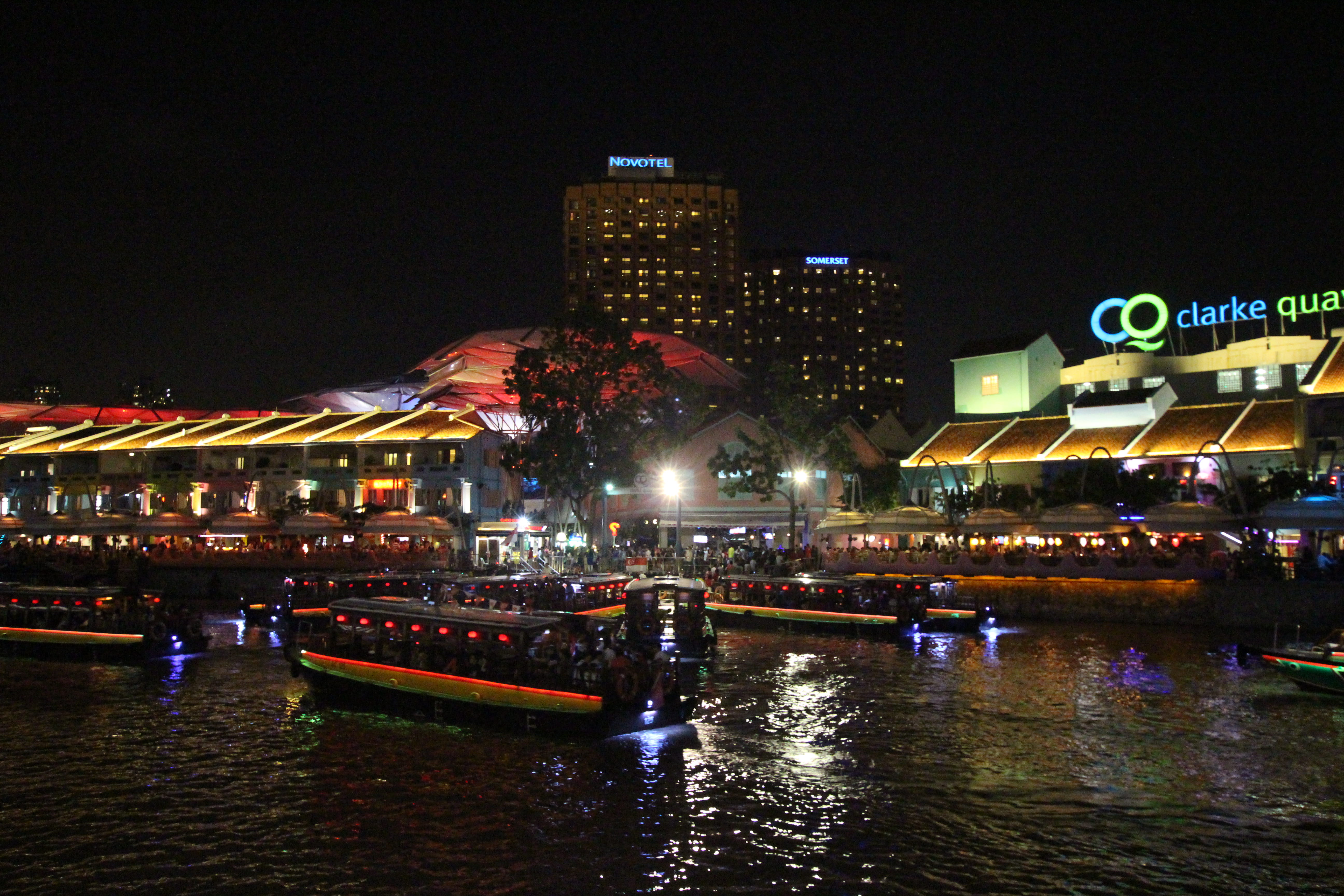
夜間賑わうクラーク・キー周辺
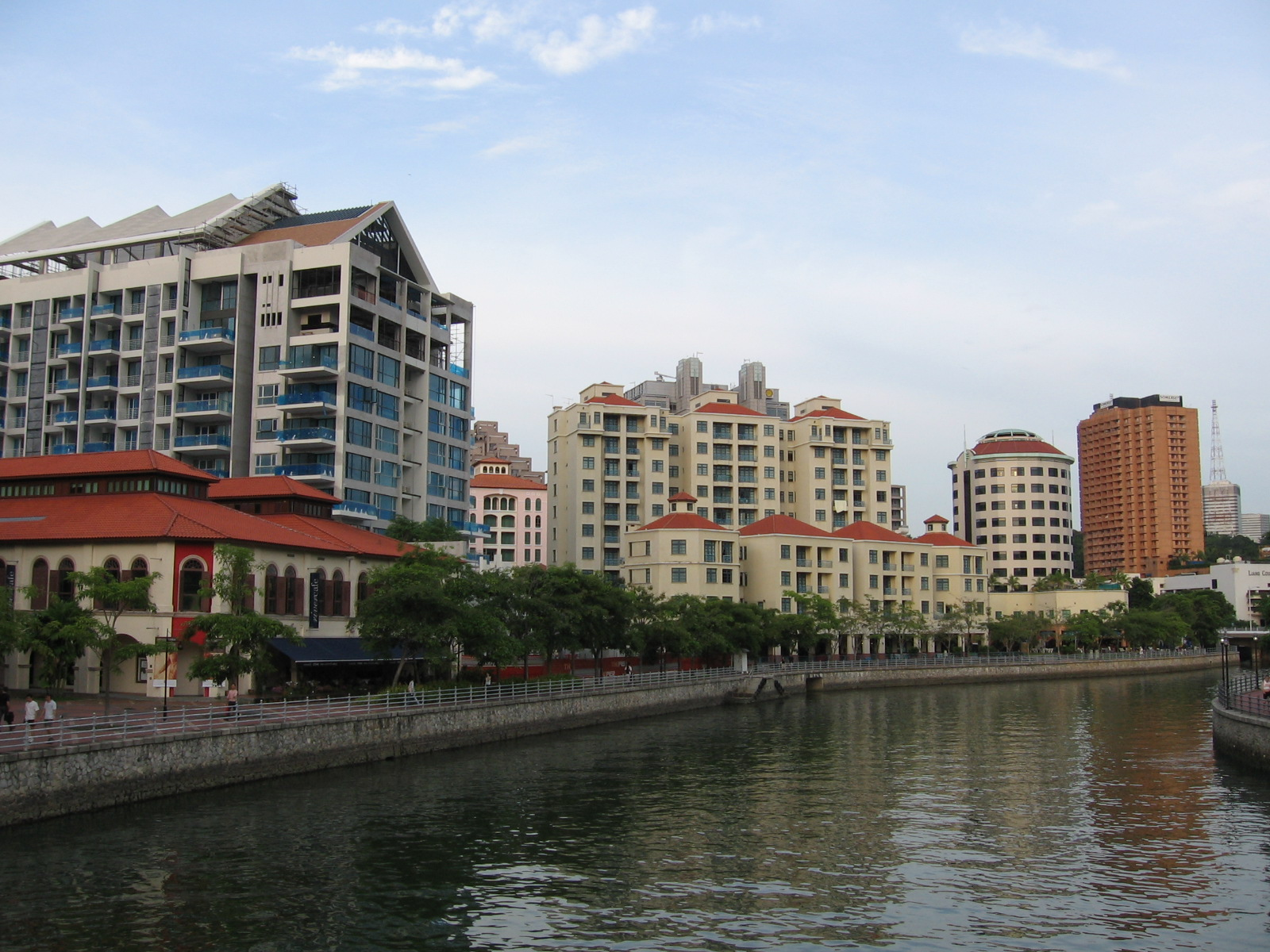
ロバートソン・キー
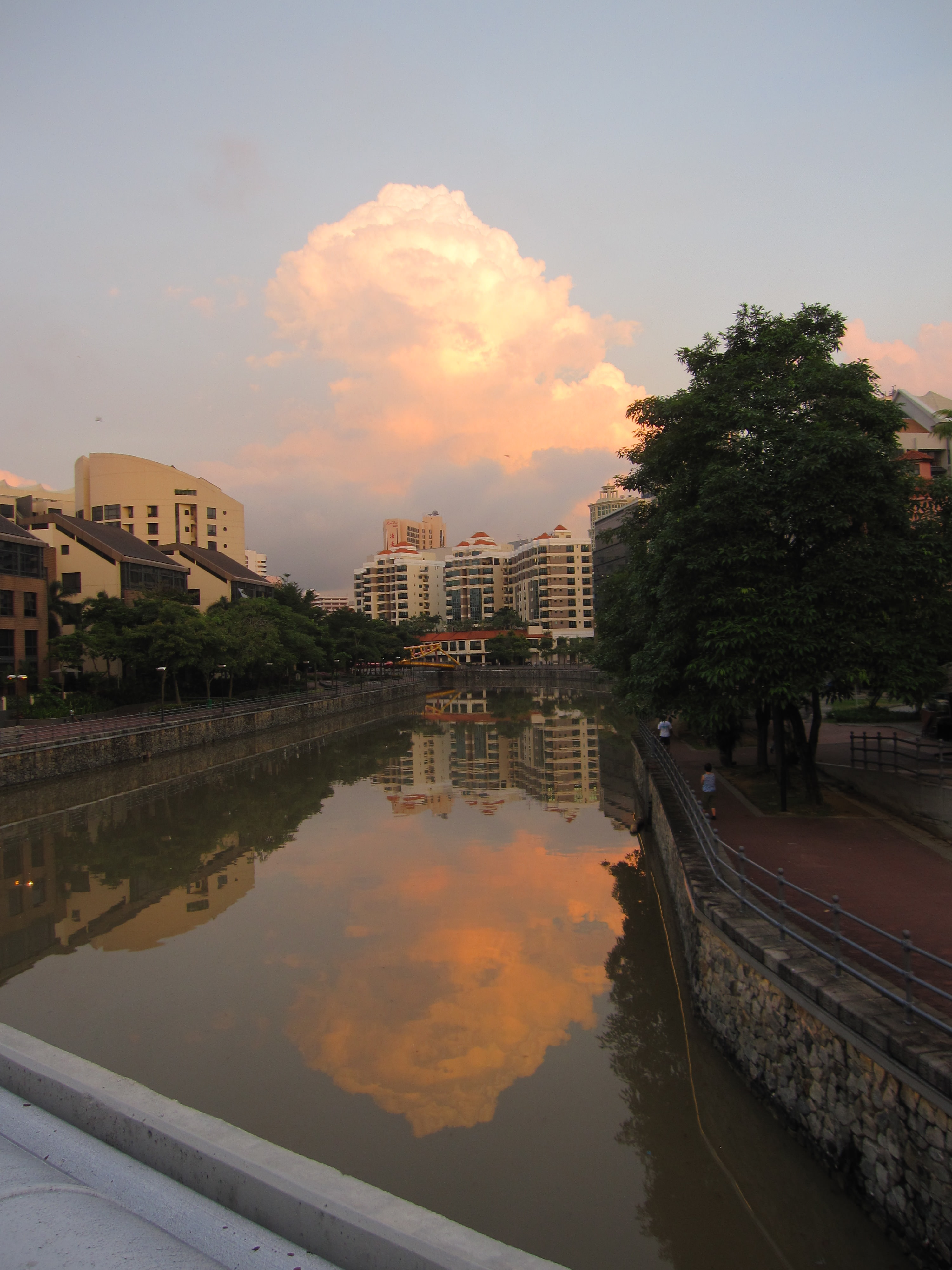
ロバートソン・キーの夕暮れ